# Otavalo Fútbol Club
El Fútbol Club Otavalo es un equipo de fútbol profesional de Otavalo, Provincia de Imbabura, Ecuador. Fue fundado el 13 de noviembre de 1996 y se desempeña en la Segunda Categoría, aunque en la actualidad debido a problemas institucionales no ha participado desde el año 2025 en este campeonato.
Está afiliado a la Asociación de Fútbol Profesional de Imbabura.

## Historia

### Mejor Campaña (2000)
En el 2000, llegando a su máximo apogeo bajo la ayuda de la Sra. Magdalena de la Torre, quien fue presidenta del club. En esta ocasión llegó al triangular final de segunda categoría del 2000. Lamentablemente no obtuvo un cupo para la Serie B por gol de diferencia que no le alcanzó, estuvo a punto de ascender a la primera B, cuando con la UDJ y el Tecni Club jugaron el triangular final. quinindeños ascendieron. Habíamos llegado al triangular final con Unión Deportiva Juvenil de Quininde (UDJ) y Tecni Club de Cuenca. En aquel año, el cuadro sarance donde el Súper Dépor creó una gran expectativa, peleó el título, peleó el ascenso, escapó el título, escapó el ascenso y esfumó el ascenso a la Serie B al ratificar su condición de subcampeonato por primera y única vez en su historia en su trayectoria deportiva. Sin embargo, El último partido jugó en el estadio Pascual Mina, de la ciudad de Quininde, y el equipo sarance perdió ante el equipo aceitero por 3-1 puso cifra definitiva que selló el marcador final que sepultó la aspiración del Súper Dépor por un gol de diferencia que no logró clasificar para el equipo del Valle del Amanecer dejó fuera de la Serie B, que a la UDJ lo proclamó Campeón de la Segunda Categoría 2000, lo logró el primer y único título en su trayectoria deportiva y lo ascendió a la Serie B 2001 y al Deportivo Otavalo lo dejó un año más para tristeza de sus seguidores en la Segunda Categoría del fútbol ecuatoriano.

### Regreso al fútbol de Segunda Categoría después de 7 años
El Deportivo Otavalo, presidido por el alcalde de Otavalo, Gustavo Pareja, debutó con triunfo el pasado 20 de mayo, en la apertura del campeonato provincial de ascenso de la AFI, ante su similar el Club Deportivo 2 de Marzo de Antonio Ante.  
Con un contundente tres a uno, el equipo otavaleño consiguió un triunfo en el Estadio Olímpico Jaime Terán Jaramillo de la ciudad de Atuntaqui, ante un numeroso público, que en su mayor parte fue de Otavalo. 
El primer tiempo terminó sin anotaciones. A los cuatro minutos del segundo tiempo, Edison Aizaga puso el primer tanto para el equipo Sarance. A los 28 minutos llegó el segundo tanto, anotado por Elvis Vásquez y minutos más tarde, Kevin Garzón completó la tanda de tres goles para el equipo del Valle del Amanecer. Renato Jesús puso el descuento para el cuadro anteño.
La directiva, cuerpo técnico e hinchada del equipo felicitaron la actuación del equipo sarance y se comprometieron a seguir apoyando al equipo, además invitaron a la población a acompañar al ‘Equipo del Valle del Amanecer’.
En esta ocasión llegó al cuadrangular final de segunda categoría del 2015. Lamentablemente no obtuvo un cupo para la Serie B por no tener el gol de diferencia que no le alcanzó, estuvo a punto de ascender a la primera B, cuando con el Clan Juvenil, Colón F.C. y Pelileo S.C. jugaron el cuadrangular final. sangolquileños y manabitas ascendieron. Habíamos llegado al cuadrangular final con Clan Juvenil de Sangolquí, Colón Fútbol Club de Portoviejo y Pelileo Sporting Club de Pelileo. Sin embargo, El último partido jugó en el estadio 30 de Septiembre, de la parroquia de Colón en el cantón Portoviejo (Provincia de Manabí), y el equipo sarance empató ante el equipo parroquiano por 1-1 puso cifra definitiva que selló el marcador final que sepultó la aspiración del Súper Dépor por no tener el gol de diferencia que no logró clasificar para el equipo del Valle del Amanecer dejó fuera de la Serie B, que al Clan Juvenil lo proclamó Campeón de la Segunda Categoría 2015, lo logró el primer y único título en su trayectoria deportiva y lo ascendió a la Serie B 2016, al Colón lo proclamó Subcampeón de la Segunda Categoría 2015, lo logró el primer y único subtítulo en su trayectoria deportiva y también lo ascendió a la Serie B 2016 y al Deportivo Otavalo lo dejó un año más para tristeza de sus seguidores en la Segunda Categoría del fútbol ecuatoriano.

### Cambio de razón social
Para la temporada 2019 el equipo vuelve a los torneos de Segunda Categoría pero con un cambio de razón social, el nuevo nombre escogido fue Otavalo Fútbol Club, conservando la misma sede y disputando sus partidos de local en el mismo escenario deportivo de siempre como lo es el estadio Municipal de Otavalo. En su regreso logra el título provincial, siendo el séptimo de su historial y el primero bajo la nueva denominación.
En esta ocasión llegó al cuadrangular final de segunda categoría del 2019. Lamentablemente no obtuvo un cupo para la Serie B por dos goles de diferencia que no le alcanzó que no le alcanzó, estuvo a punto de ascender a la primera B, cuando con el Chacaritas, 9 de Octubre y Esmeraldas F.C. jugaron el cuadrangular final. pelileños y octubrinos ascendieron. Habíamos llegado al cuadrangular final con Chacaritas de Pelileo, 9 de Octubre de Guayaquil y Esmeraldas Fútbol Club de Esmeraldas. Sin embargo, El último partido jugó en el estadio Municipal de Otavalo, de la comunidad de Carabuela cercana a Otavalo en el cantón Otavalo (Provincia de Imbabura), y el equipo sarance ganó ante el equipo octubrino por 2-0 puso cifra definitiva que selló el marcador final que sepultó la aspiración del Súper Dépor por dos goles de diferencia que no logró clasificar para el equipo del Valle del Amanecer dejó fuera de la Serie B, que al Chacaritas lo proclamó Campeón de la Segunda Categoría 2019, lo logró el primer y único título en su trayectoria deportiva y lo ascendió a la Serie B 2020, al 9 de Octubre lo proclamó Subcampeón de la Segunda Categoría 2019, lo logró el segundo y último subtítulo en su trayectoria deportiva y también lo ascendió a la Serie B 2020 y al Otavalo Fútbol Club lo dejó un año más para tristeza de sus seguidores en la Segunda Categoría del fútbol ecuatoriano.
Para la temporada 2023 el equipo vuelve a los torneos de Segunda Categoría pero con un cambio de razón social, el nuevo nombre escogido fue Fútbol Club Otavalo, conservando la misma sede y disputando sus partidos de local en el mismo escenario deportivo de siempre como lo es el estadio Municipal de Otavalo. En su regreso logra el título provincial, siendo el séptimo de su historial y el primero bajo la nueva denominación.

## Palmarés

### Torneos nacionales
| Competición                        | Títulos | Subcampeonatos |
| ---------------------------------- | ------- | -------------- |
| Segunda Categoría de Ecuador (0/1) |         | 2000.          |

### Torneos provinciales
| Competición                         | Títulos                                                                 | Subcampeonatos                                          |
| ----------------------------------- | ----------------------------------------------------------------------- | ------------------------------------------------------- |
| Segunda Categoría de Imbabura (7/6) | 1997, 1998, 1999, 2001, 2002, 2016, 2019 (Invicto). (Récord compartido) | 2000, 2003, 2004, 2006, 2007, 2015. (Récord compartido) |